# Travišča, savana in makija zmernega pasu
Zmerna travišča, savane in grmišča so kopenski biom, ki ga je opredelil Svetovni sklad za naravo.[1] Prevladujoča vegetacija v tem biomu je sestavljena iz trave in/ali grmovja. Podnebje je zmerno in sega od polsušnega do polvlažnega. Habitatni tip se od tropskih travišč razlikuje po letnem temperaturnem režimu in vrstah vrst, ki jih tu najdemo.
Tip habitata je znan kot prerija v Severni Ameriki, pampa v Južni Ameriki, veld v južni Afriki in stepa v Aziji. Na splošno so te regije brez dreves, razen obrežnih ali galerijskih gozdov, povezanih s potoki in rekami.
Stepe/kratkotravne prerije so kratka travišča, ki se pojavljajo v polsušnih podnebjih. Prerije visoke trave so visoka travišča na območjih z večjo količino padavin. Resave in pašniki so nizko grmičevje in travišča, kjer rast gozdov ovira človekova dejavnost, ne pa podnebje.
Visoka travišča, vključno s prerijo visoke trave v Severni Ameriki, severozahodnimi deli evrazijskih step (Ukrajina in jug Rusije) in vlažnimi pampami v Argentini, imajo zmerno količino padavin in bogata tla, zaradi česar so idealna za kmetijstvo, ter visoka travinja ekoregije vključujejo nekatere najbolj produktivne žitne regije na svetu. Travna prostranstva v Severni Ameriki in Evraziji so nekoč vzdrževala selitve velikih vretenčarjev, kot so ameriški bizon (Bos bison), sajga (Saiga tatarica) ter tibetanske antilope (Pantholops hodgsoni) in onager (Equus hemionus). Takšni pojavi se zdaj pojavljajo samo v izoliranih žepih, predvsem v Daurski stepi in na Tibetanski planoti.
Zmerne savane, ki jih najdemo v Južni Ameriki, delih zahodne Azije, Južni Afriki in južni Avstraliji, so mešani travnat gozdni ekosistem, ki ga opredeljujejo drevesa, ki so primerno razporejena tako, da se krošnje ne zaprejo, podobno kot subtropske in tropske savane, čeprav nimajo toplo podnebje skozi celo leto. V mnogih savanah je gostota dreves večja in bolj enakomerno razporejena kot v gozdovih.
Cvetne združbe v evrazijskih stepah in severnoameriških Velikih nižinah so bile v veliki meri iztrebljene s preusmeritvijo v poljedelstvo. Kljub temu lahko kar 300 različnih rastlinskih vrst raste na manj kot treh hektarjih severnoameriške prerije visoke trave, ki lahko podpira tudi več kot 3 milijone posameznih žuželk na hektar. Patagonske stepe in travniki so znani po posebnosti na generični in družinski ravni v različnih taksonih.